# Gustavo-Haus

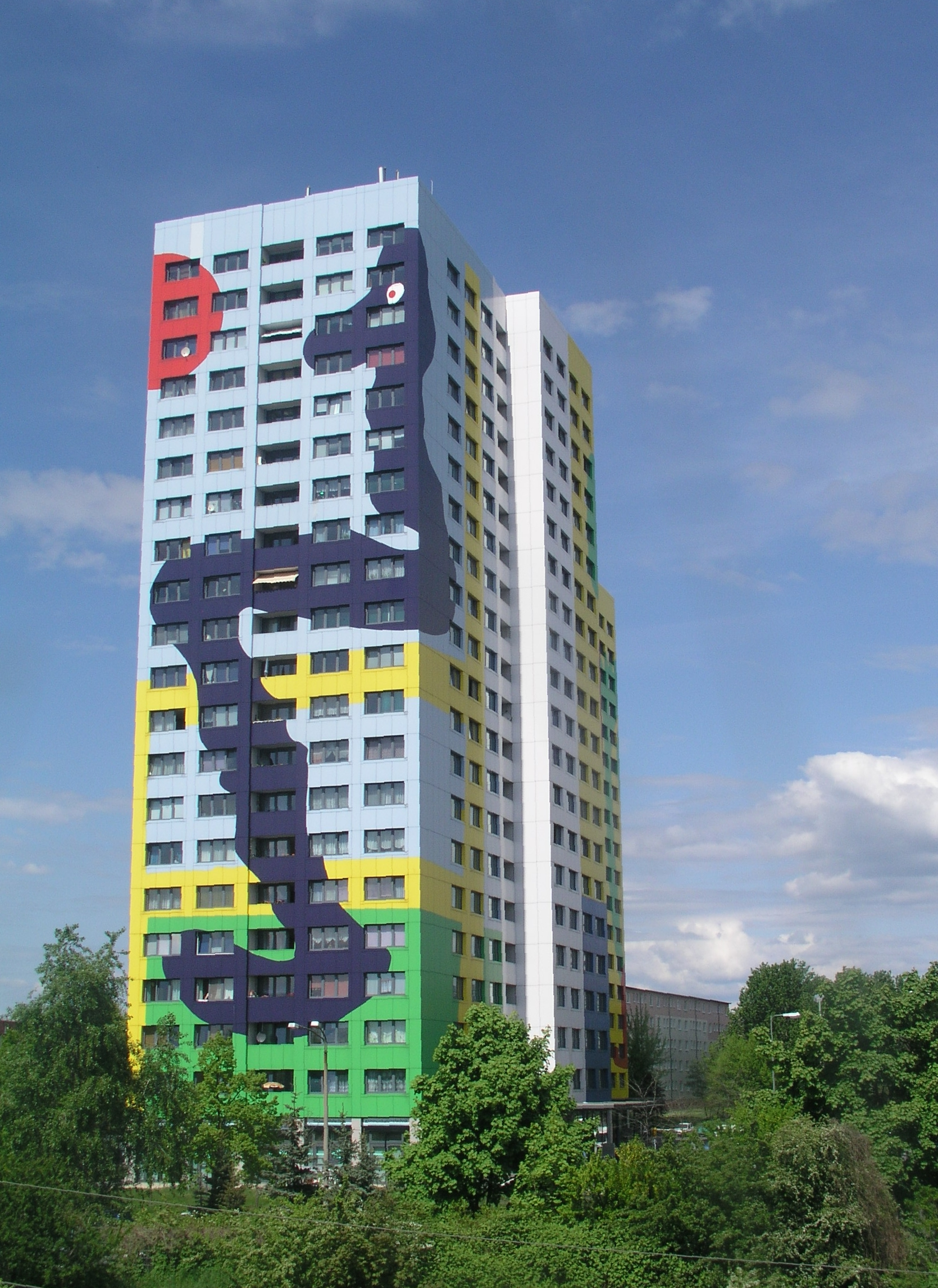
Gustavo-Haus

Das Gustavo-Haus im Berliner Ortsteil Fennpfuhl des Bezirks Lichtenberg ist ein saniertes Platten-Hochhaus, auf dessen vier Fassadenseiten 1998/1999 eine Darstellung mit Figuren des spanischen Künstlers Gustavo mit Computerhilfe aufgebracht wurde.

## Lage
Das 18- bzw. 21-geschossige Doppelhochhaus steht in der Franz-Jacob-Straße, in der Nähe des S-Bahnhofs Storkower Straße und der Landsberger Allee. Die umgebenden Bauten sind bis auf den Büro- und Geschäftskomplex Storkower Bogen alle deutlich niedriger, so dass das Kunstwerk von drei Seiten gut sichtbar ist.

## Geschichte
Das Gebäude ist ein DDR-Typen-Doppelhochhaus und wurde Anfang der 1980er Jahre beim Bau des Wohnviertels Lichtenberg Nord errichtet. Mitte der 1990er Jahre, als sehr viele Wohnhäuser in Lichtenberg saniert wurden, kam der neue Eigentümer des Hochhauses, die Privatisierungs-Management GmbH Prima, auf die Idee eines außergewöhnlichen Aussehens des Gebäudes. Der Leiter der Gesellschaft Prima, Klaus-Dieter Heinken, beantragte in der Bezirksverwaltung eine Genehmigung für eine künstlerisch gestaltete Fassade. Dann nahm er mit dem spanischen Künstler Gustavo Kontakt auf, den er bei dessen Arbeit im Haus Bethanien in Kreuzberg von 1976 bis 1990 persönlich kennengelernt hatte. Er begeisterte den auf Mallorca lebenden Maler für das Projekt, für jede Seite des Wohnhauses ein Bild in kleinen Teilen zu entwerfen. Gustavo fertigte Zeichnungen mit einfachen starkfarbigen Figuren an und stellte ein Modell des Hauses her, das per Scan als Vorlage für die Herstellung der Aluminiumteile diente.
Im Jahr 1998 erteilte die Prima-Gesellschaft nach einer Ausschreibung den Auftrag zur Fassadenherstellung an die Pankower Firma Henke. Jedes der Bild-Puzzleteile wurde mittels dauerhafter Farben auf eine Aluminiumplatte übertragen, die dann gebrannt wurde. Die so behandelten Fassadenelemente sind nach Angaben des Herstellers mindestens 30 Jahre gegen Korrosion oder Farbänderungen geschützt. Die ursprünglich schiefen Wände des 1978 errichteten Hochhauses erhielten nach der Verkleidung mit Dämmstoffen einen Aluminium-Rahmen, mit dem eine optische Begradigung der Wandelemente erfolgen konnte. Auf diesen Rahmen nietete die Pankower Firma die insgesamt 11.000 Einzelteile der Bilder-Komposition. Um Vandalismus oder andere Beschädigungen zu vermeiden, wird das Gebäude videoüberwacht und es gibt einen Concierge-Dienst.

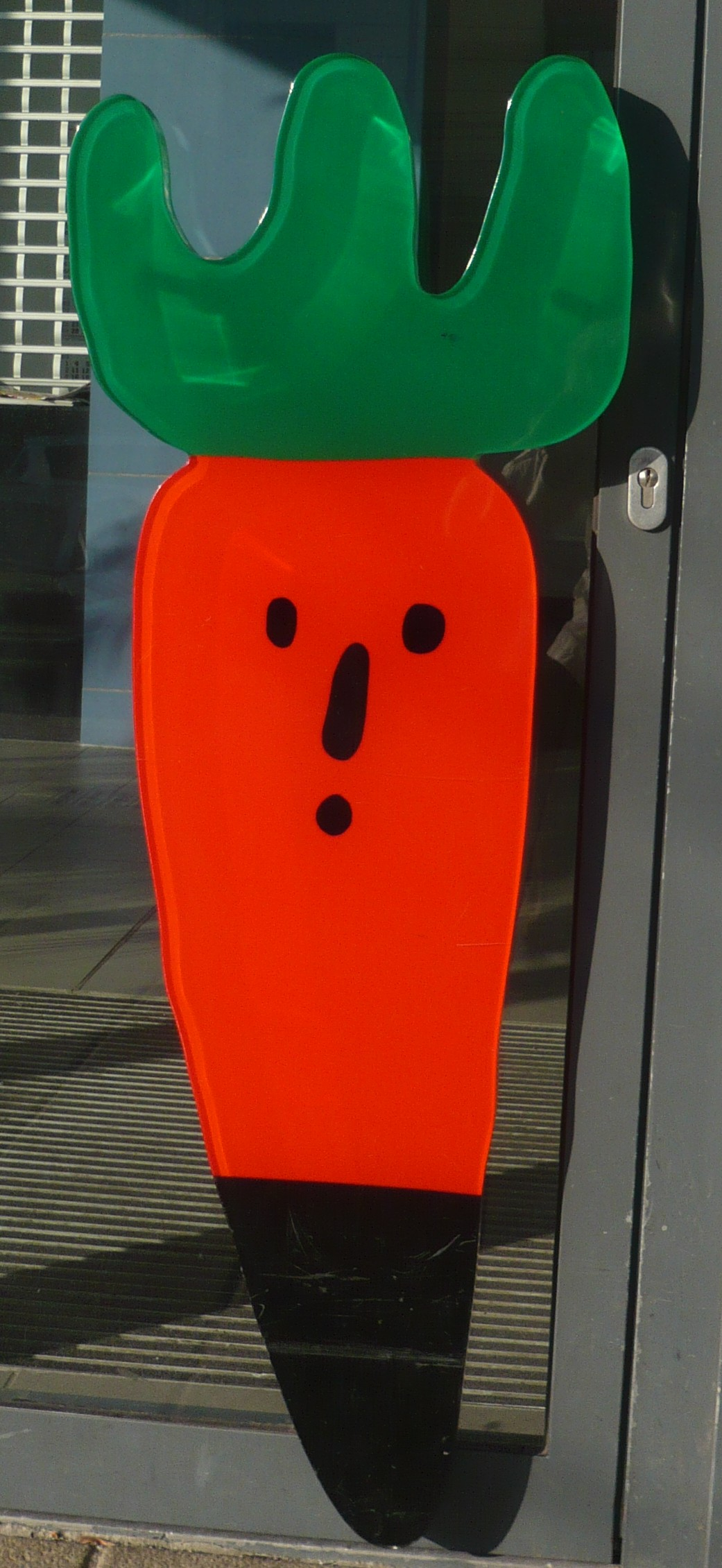
Karottenmännlein als Griff

Im Innenbereich des Hauses an der Franz-Jacob-Straße können die vier Einzelbilder als verkleinerte Darstellung betrachtet werden.
Der Investor hat für die Sanierung samt Kunstaktion insgesamt 23 Millionen DM gezahlt. Das Haus mit seinen 296 Wohnungen ist gut vermietet. Den Mietern gefällt das Kunstwerk, das am 6. Oktober 1999 feierlich eingeweiht wurde.

## Nachweise
1. 1 2 3  Lichtenberg bekennt Farbe…
2. ↑  Berlin-Ansichten, private Homepage mit Details zum Gustavo-Haus (Memento vom 3. Dezember 2011 im Internet Archive), abgerufen am 14. Februar 2009

Koordinaten: 52° 31′ 30,5″ N, 13° 27′ 51,8″ O